# In Search of... (álbum de N.E.R.D)
In Search of... é o álbum de estreia da banda N.E.R.D, lançado a 12 de Março de 2002.

## Faixas
Todas as faixas por Pharrell Williams e Chad Hugo, exceto onde anotado.
1. "Lapdance" (Hugo, Thornton, Williams) - 3:29
2. "Things Are Getting Better" - 4:15
3. "Brain" - 3:43
4. "Provider" - 4:18
5. "Truth or Dare" (Hugo, Thornton, Williams) - 4:22
6. "Tape You" - 4:51
7. "Run to the Sun" - 4:52
8. "Baby Doll" - 3:43
9. "Am I High" (Hugo, Thornton, Williams) - 4:48
10. "Rock Star" - 4:19
11. "Bobby James" - 6:11
12. "Stay Together" - 5:02

## Desempenho nas paradas musicais
| Parada musical (2002)                   | Posição |
| --------------------------------------- | ------- |
| Estados Unidos - Billboard 200          | 56      |
| Estados Unidos - Top R&B/Hip-Hop Albums | 31      |